# Casey Knight
Casey Kennaird Knight (1º settembre 1992) è un pallavolista canadese.
Gioca nel ruolo di opposto nell'Axis Guibertin.

## Carriera

### Club
La carriera di Casey Knight inizia nei tornei universitari canadesi della CIS Championship, dove gioca per cinque annate con la Thompson Rivers; conclusa la carriera universitaria, resta un anno in collegiale con la nazionale.
Firma il suo primo contratto professionistico nella stagione 2016-17, approdando nella Extraliga ceca con l'Odolena Voda, mentre nella stagione seguente gioca nella Volley League greca con l'Ethnikos Pireo. Nel campionato 2018-19 difende i colori dell'Axis Guibertin nella Liga A belga.

### Nazionale
Nel 2016 esordisce in gara ufficiale in occasione della Coppa panamericana, dove conquista la medaglia d'oro.

## Palmarès

### Nazionale (competizioni minori)
- Coppa panamericana 2016